# Jean-Louis Sbille
Jean-Louis Sbille né le 14 mars 1948 à Ottignies, est un artiste, homme de radio et de télévision, comédien, auteur et dramaturge belge.

## Biographie
Personnage éclectique, il a participé à l'avant-garde artistique belge dans les années 1970 et 1980.
Avec le plasticien Marc Borgers, il a créé à Namur le groupe d’art vidéo et de performance Ruptz. Il a été l’éditeur du magazine graphique new-wave Soldes Fins de Séries (1977-1981).
En 1976, 1977 et 1978, il est co-organisateur avec Bernard Gillain et Philippe Grombeer du festival folk du Temps des Cerises, à Floreffe, qui alliait musique, théâtre de rue, et débats d'idées en phase avec cette époque.
À la Radio-télévision belge (RTBF), il a produit et présenté de nombreuses émissions : Marie Clap’ Sabots, avec Bernard Gillain (1974-1977), Impédance, avec Pierre Guyaut-Genon (1977-1981), L’Heure Exquise (1981-1985, Silver Award du Creative Club of Belgium, 1984), Cadence (1978-1983), Cargo de Nuit (1985-1990), réalisé par Philippe Pilate (Gold Award du Creative Club of Belgium, 1987), TBM - Alice, magazine culturel européen (1986), Ici Bla-Bla (scénariste et "Louis Toupti"), émission Jeunesse créée par B. Hallut de 1995 à 2009.
Il a enseigné à l'Institut supérieur de formation sociale et de communication de Bruxelles. Depuis 2012, il enseigne « Critique et analyse des Médias » à la Haute école libre de Bruxelles Ilya Prigogine.
Comédien, il joue au théâtre et au cinéma.  Il a dansé dans la compagnie de Diane Broman Les Bouches Bées (prix du public au Concours chorégraphique de Cologne en 1979). Il a été un des clowns de Mario Gonzalez (1989-1991), il est le dramaturge de José Besprosvany pour À propos de Madame Butterfly, Le Roi et son danseur, 9 et La Belle au Bois de Dananka.

## Filmographie

### Cinéma
- 2009 : Légende de Jean l'Inversé de Philippe Lamensch
- 2010 : Moi, Michel G de Stéphane Kazandjian : Boudbil
- 2010 : 7eme ciel de Luc Boland : Neville
- 2011 : La Chance de ma vie de Nicolas Cuche : M. Meknes
- 2011 : The Hot Potato de Tim Lewiston : Ernst Koppel
- 2011 : Miss Mouche de Bernard Hallut : Le cousin
- 2011 : Regards de Paolo Zagaglia : L’homme
- 2012 : Franck et Dean de Céline Charlier : le vieux-beau
- 2012 : Een huis voor Vincent de Pim Van Hoeve : pasteur Leclerc
- 2012 : Avant l'hiver de Philippe Claudel : Fred
- 2012 : Thombville de Nicolas List : Léo
- 2012 : Tokyo Anyway de Camille Meynard : Le patron du bar
- 2012 : Clan-7 de Nathalie Basteyns : Pierre
- 2013 : Le Petit Bonhomme vert de Roland Lethem : le pépiniériste
- 2013 : Landes de François-Xavier Vives : Deyris
- 2013 : Angélique d'Ariel Zeitoun : le prêtre
- 2014 : Une promesse (A Promise) de Patrice Leconte : Hans
- 2014 : Jacques a vu de Xavier Diskeuve : Le Cardinal
- 2015 : Grave de Julia Ducournau : Le professeur
- 2016 : Caffè de Cristiano Bortone : Robert
- 2017 : Tueurs de François Troukens et Jean-François Hensgens : Le ministre Van Bollen
- 2017 : La Fine Équipe de Ismaël Saidi : L'Oncle
- 2017 : Chez nous de Lucas Belvaux : M. Biagi
- 2018 : Cavale de Virginie Gourmel : Le Vieux

### Télévision
- 2001 : L'Étrange Monsieur Joseph de Josée Dayan : Marcel Joanovici
- 2002 : Les Bœuf-carottes de Josée Dayan : Gonsard
- 2002 : Mon vrai père de Dominique Ladoge : le professeur de biologie
- 2003 : Du côté de chez Marcel de Dominique Ladoge : le Maire
- 2005 : Combat Natal de Anne Deluz : le prêtre
- 2012 : Clan 7 de Nathalie Basteyns : Pierre le mercenaire
- 2012 : Een huis voor Vincent de Pim Van Hoeve : J-M Leclerc
- 2014 : Léo Matéi (au nom du fils) de David Morley : le conducteur
- 2014 : Papa ou Maman de Frédéric Balekdjian : Bordenave
- 2016 : Chefs : le notaire
- 2016 : Transfert de Olivier Guignard, Antoine charreyron : L'administrateur
- 2016 : Du Temps des Cerises à Esperanzah de Bernard Gillain : le Merle Moqueur
- 2016 : EPFC de Lionel Delhaye : Bob

## Publications
- Flip intégral 1974, avec des encres d’André Lambotte, édition de la Soif Étanche.
- Faustine-Surface, avec des photographies de Marc Borgers, éditions Yellow Now.
- Mamamama. Textes à dire, Bookleg Maelstrom (illustration Michele Baczinsky).
- De la machine à laver, monologue philosophique, MaelstrÖmCompact  (ISBN 978-2-87505-099-1).
- Le 18, tram magnifique, coll. « Opuscule », Bruxelles, éditions Lamiroy, 2017, 42 p.  (ISBN 978-2-87595-096-3).
- Komsakonkoze (komildizz), éditions Traverse, 2018  (ISBN 978-2-93078-325-3).
- Le Sergent-Chef Massamba, éditions Eric Lamiroy  (ISBN 978-2-87595-417-6).
- Pains Perdus, éditions La Pierre d'Alun (D/2021/3739/000).

### Littérature de jeunesse
- Les Camions de la peur, éditions Mémor  (ISBN 9782915394344).
- Le Château qui avait le hoquet, illustré par Dominique Maes, éditions Mijade  (ISBN 9782871420453).
- La Table, les Trois chaises et le Petit tabouret, illustré par Dominique Maes, éditions Mijade  (ISBN 978-2871423287).